# Rhynchostegium celebicum
Rhynchostegium celebicum là một loài Rêu trong họ Brachytheciaceae. Loài này được (Sande Lac.) A. Jaeger miêu tả khoa học đầu tiên năm 1878.